# Sclerolaena decurrens
Sclerolaena decurrens är en amarantväxtart som först beskrevs av John McConnell Black, och fick sitt nu gällande namn av Andrew John Scott. Sclerolaena decurrens ingår i släktet Sclerolaena och familjen amarantväxter. Inga underarter finns listade i Catalogue of Life.